# Ферганская долина

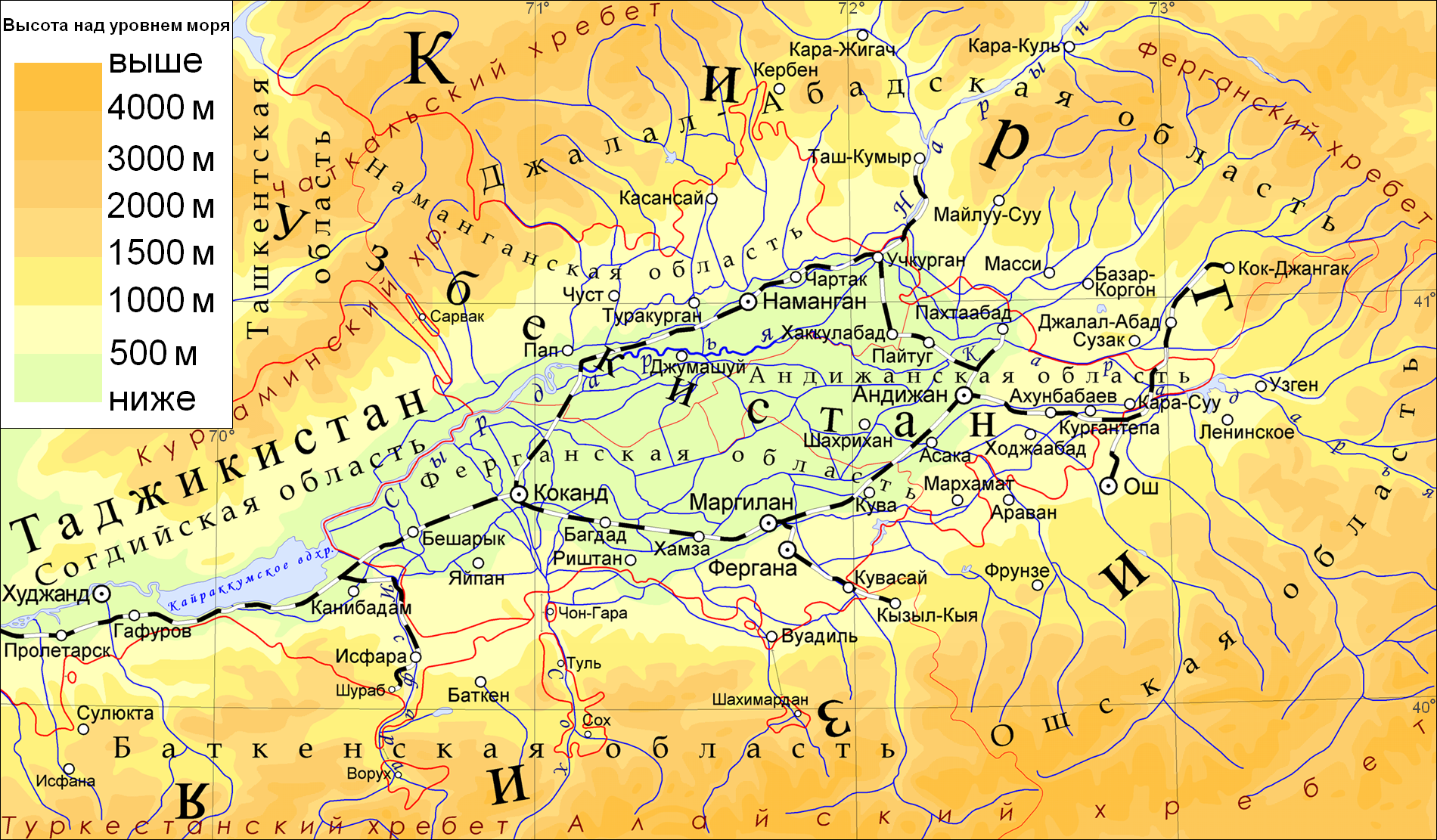
Карта Ферганской долины

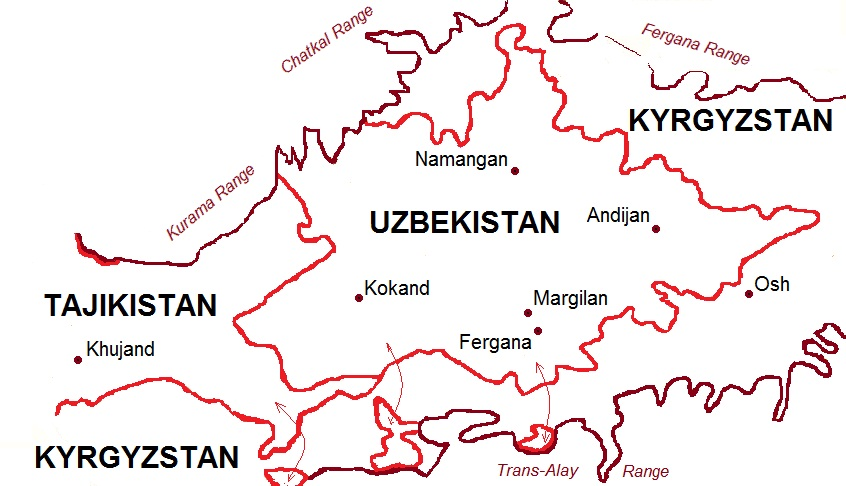
Раздел Ферганской долины между союзными республиками

Ферга́нская доли́на (узб. Fargʻona vodiysi / Фарғона водийси, кирг. Фергана өрөөнү, тадж. Водии Фарғона) — межгорная впадина в горах Средней Азии. Площадь около 22 тыс. км², а вместе с окружающими горами до 80 тыс. км². В плане напоминает эллипс длиной около 300 км и шириной до 170 км.
В 1980-х годах советскими археологами в пещере Сель-Ункур были найдены антропологические материалы (зубы и плечевая кость человека), интерпретированные как принадлежащие человеку одной из архаичных эректоидных форм. Предложенная тогда же достаточно спорная датировка комплекса возрастом более 1 млн лет назад в свете последних данных не подтверждается.

## География
Ферганская долина почти замкнута горными хребтами: на северо-западе — Кураминским и Чаткальским, на северо-востоке — Ферганским, на юге — Туркестанским и Алайским. Только на западе имеется узкий проход, занятый ныне Кайраккумским водохранилищем, ведущий в пределы Голодной степи. Высоты окружающих хребтов достигают почти 6 тыс. м (в истоках реки Сох). Поверхность Ферганской долины в основном равнинная, бо́льшая её часть представляет собой древнюю террасу Сырдарьи и обширные конусы выноса рек, стекающих с Алайского хребта. Лишь на юго-востоке поднимаются известняковые останцы (Гуль-Майрам, Сулайман-Тоо и другие). Высота Ферганской долины колеблется от 300—400 м на западе до 900—1000 м на востоке. Для краевых частей характерны адыры, сложенные конгломератами, перекрытые лёссами. В центральных и западных частях долины встречаются пески с солончаками (Язъяванская степь). По окраинам Ферганской долины и в окаймляющих её горах имеются месторождения нефти, газа, угля, железных, медных, полиметаллических руд, ртути, сурьмы, серы, известняка, строительных песков, каменной соли. Сложная геолого-тектоническая обстановка и активность тектонических процессов обусловливает высокую сейсмичность Ферганской долины.
Крупнейшей рекой является Сырдарья, образующаяся слиянием Нарына и Карадарьи на территории Ферганской долины. Обширные снеговые поля и многочисленные горные ледники (особенно в Алайском хребте) дают начало большинству рек, орошающих долину (Исфара, Сох). Для орошения земель Ферганской долины создана разветвлённая сеть каналов, берущих воды Сырдарьи и её притоков.

## Палеонтология
На юге долины, в отрогах Туркестанского хребта, располагается местонахождение окаменелостей Мадыген, в котором обнаружено более 15 тысяч ископаемых растений (гинкговые, саговники, папоротники, неокаламиты) и животных (насекомые, ракообразные, рыбы, амфибии) триасового периода. Наиболее многочисленны окаменелости насекомых, в числе которых крупные Gigatitan из вымершего отряда титаноптер с размахом крыльев более 20 см. Здесь же найдены необычные мелкие рептилии лонгисквамы с длинными чешуйками и шаровиптериксы, планировавшие при помощи натянутой между лап перепонки.

## Климат
Среднемесячные температуры июля варьируют от +23 °C на западе до +28 °C в центральных частях долины, максимальные температуры доходят до +43 °C. Средние температуры января на западе −0,9 °C, на востоке −2,5 °C. Зимы отличаются неустойчивой погодой, минимальные температуры могут опускаться до −25 °C, но в отдельные зимние дни наблюдается тёплая погода. Снеговой покров непродолжителен. В марте уже происходит массовое цветение вишни, сливы, алычи, персика, абрикосов. В марте — апреле возможны кратковременные заморозки, что резко снижает урожайность фруктовых деревьев. Годовое количество осадков около 150 мм, в предгорьях 250—300 мм. Особенной сухостью отличаются западные части Ферганской долины, имеющие пустынный характер.

## Фауна
Животный мир Ферганской долины сравнительно беден. Довольно часто встречаются ушастый ёж, среднеазиатская черепаха, ящерицы, грызуны, редко — волк, лиса, кабан, барсук, дикобраз.
Из птиц характерны орлы, ястребы, розовые скворцы, удоды, жаворонки, афганские скворцы, воробьи, сороки, вороны, соловьи, иволги, горлицы, щурки, в пойме Сырдарьи — различные виды уток, на склонах гор — горные куропатки. Из рыб в реках обычны сом, маринки, усач, сазан. Из паукообразных встречаются скорпионы, фаланги, тарантулы, каракурты.

## Флора
Почвенный покров представлен в основном серозёмами, сформировавшимися на лёссах и изменённых в результате избыточного внесения в почву удобрений при неправильной организации орошения, что привело к их засолению, заболачиванию и эрозии. В западной части долины в поясе горной полупустыни развиты полынно-солянковые ассоциации. В центральной части долины лежит Язъяванская и Каракалпакская степи, покрытые частично песками и солончаками с полупустынной и пустынной растительностью. В настоящее время две тысячи гектаров пустыни в Ферганской и Наманганской областях получили от правительства суверенного Узбекистана статус памятника природы.
В долине Сырдарьи преобладает песчано-тугайный растительный комплекс, ближе к предгорьям — эфемерная растительность. На склонах Ферганского и Чаткальского хребтов — леса из грецкого ореха, яблони, алычи, боярышника. В оазисах — пирамидальный тополь, шелковица, джида, платан (чинара), карагач (вяз), грецкий орех, миндаль, персик, абрикос, слива, яблоня, груша, айва, инжир, гранат. На орошаемых землях произрастает исключительно культурная растительность.

## Население

Карта Ферганской области, 1876 г.

Ферганская долина имеет самую высокую плотность населения в Средней Азии. Центральную часть занимают самые плотно населённые области Узбекистана (Ферганская, Наманганская и Андижанская), периферийные части — Джалал-Абадская, Ошская и Баткенская области Кыргызстана и Согдийская область Таджикистана. В XVIII—XIX веках долина являлась центром Кокандского ханства, позднее, в 1876, вошла в состав Российской империи (Ферганская область). Составляя географическую и политическую целостность на протяжении всей своей истории, регион только в 1920-е был разделён между указанными странами.

## Экономика

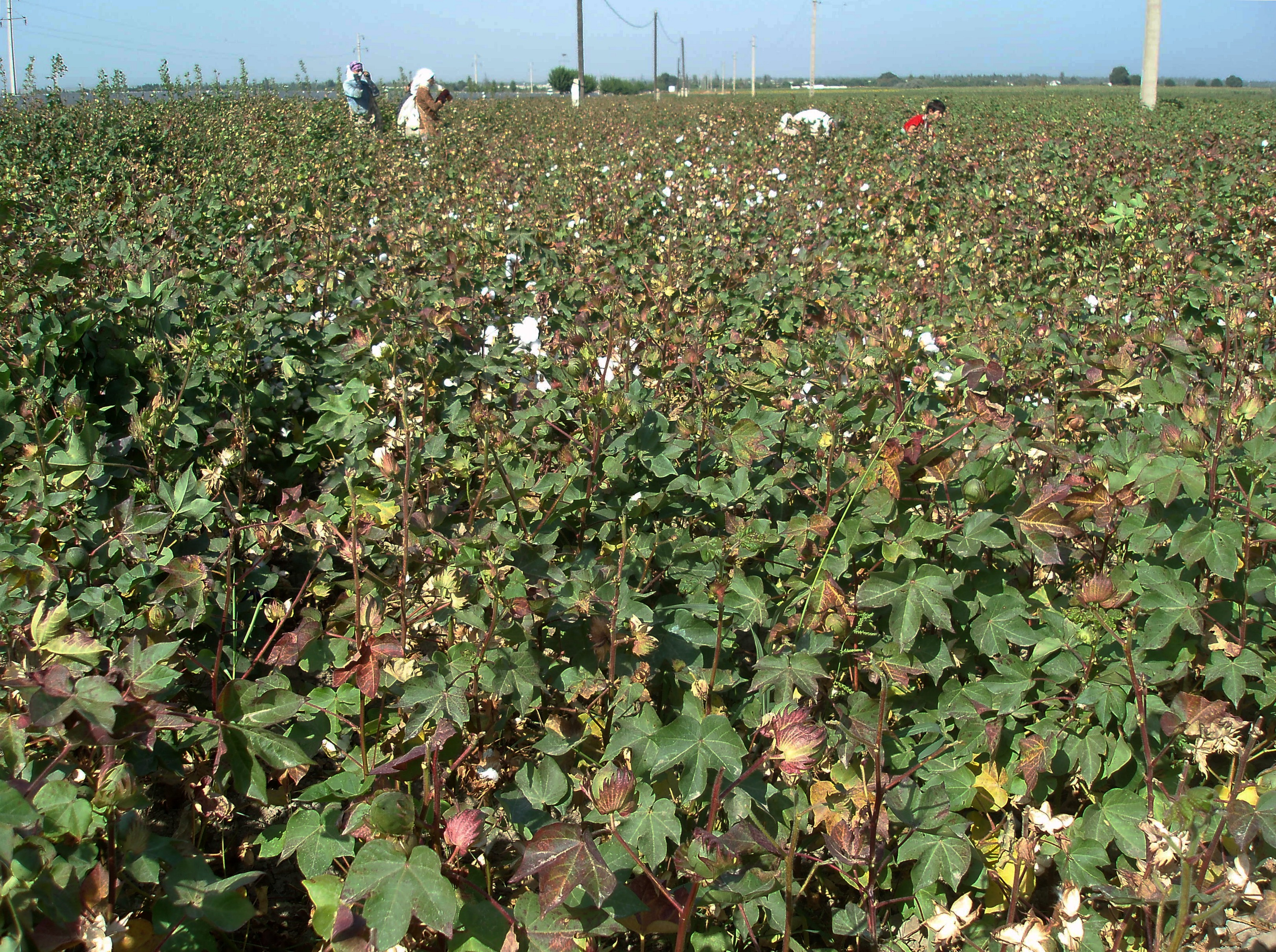
Хлопковое поле в Ферганской долине

Подавляющая часть населения занята в сельском хозяйстве. На орошаемых землях сосредоточены посевы хлопчатника, риса, сады, виноградники, бахчи, огороды, в предгорьях имеются богарные посевы зерновых культур.
Участки пустынных равнин служат круглогодичными пастбищами, а адыры с эфемерной растительностью — весенними. Однако появление государственных границ затрудняет транспортное сообщение.
Ферганская долина — крупный район шелководства с полуторатысячелетней историей производства шёлка.